# Тола, Кейси
Ке́йси То́ла (род. 5 февраля 1992 года, Тирана, Албания) — албанская певица, победитель конкурса «Албанский идол» в 2007 году. В 2008, победив на отборочном конкурсе Евровидения у себя на родине, выступила на конкурсе в Москве в 2009 году, заняв по итогам голосования 17-е место.

## Евровидение 2009
На Евровидении 2009 года в Москве Кейси представила Албанию, выиграв национальный тур. В финале Кейси набрала 48 очков, и заняла 17-е место. Песня, которую она спела, называется «Më merr në ëndërr» (Возьми меня в свои мечты), в стиле поп-дэнс и поп. Авторы песни — Эдмонд Жулали и Агим Дочи, написавшие песню для Евровидения 2004 года. Это было первое восхождение Кейси на мировую сцену.

Принимала участие в отборочном конкурсе Евровидения в 2010 году с песней «Ndonjëherë» (Иногда) но заняла только пятнадцатое место.

## Биография
Кейси учится в художественном лицее «Jordan Misja» в Тиране. Её карьера началась когда ей было 11 лет и она выступила на фестивале «Молодые голоса Албании» где она выиграла первый приз и затем 2 раза выигрывала конкурс «Shkodra Festival Contest».
В первом фестивале юных талантов она вошла в первую десятку финалистов. В 2008 она выиграла приз «Best New Artist» в конкурсе «Friday Fever Song Contest of Albanian modern music» и затем стала победителем «Albanian Radio Television Song Contest» с песней «Carry Me In Your Dreams».
Кейси Тола:

Я люблю петь и это очень важно для меня. Музыка дает мне внутреннюю силу которой мне часто не хватает в обычной жизни но она приходит ко мне на сцене.
Оригинальный текст (англ.)I love singing and this is very important for me. Music gives me an inner strength, which I sometimes don't show in my daily life, but it comes out when I'm on stage.

## Синглография
- 2008 — «Një Minutë»
- 2008 — «Carry Me in Your Dreams»
- 2009 — «Qiellin do ta Prek me Ty»
- 2009 — «UAT» (ft. Shqiponjat)
- 2009 — «Ndonjëherë»
- 2010 — «Pranë»
- 2011 — «Më Jeto»
- 2012 — «Atje»
- 2012 — «Perëndeshë e Fantazisë»
- 2012 — «S’jemi më atje»
- 2014 — «Iceberg»